# Торре-Аннунціата
Торре-Аннунціата (італ. Torre Annunziata) — муніципалітет в Італії, у регіоні Кампанія, метрополійне місто Неаполь.
Торре-Аннунціата розташоване на відстані близько 210 км на південний схід від Рима, 20 км на південний схід від Неаполя.
Населення — 42 868 осіб (2014).

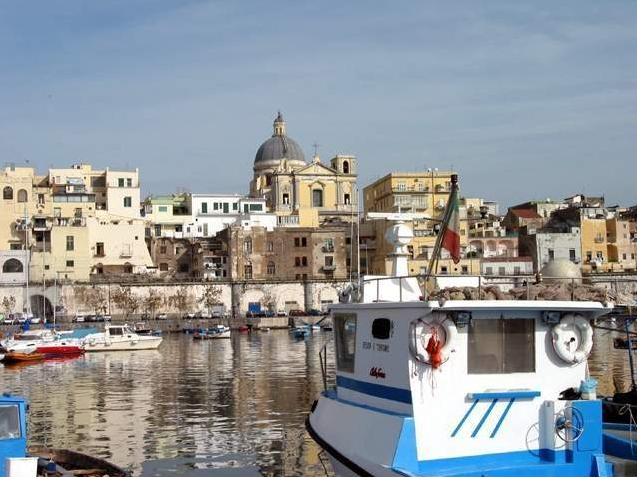

Щорічний фестиваль відбувається 22 жовтня (Festa Votiva) 
 5 серпня (Festa patronale). Покровитель — Madonna della Neve.

## Демографія
Населення за роками:

Станом на 1 січня 2023 року в муніципалітеті офіційно проживало 640 іноземців з 45 країн, серед них 183 громадяни країн Євросоюзу та 242 громадяни України.

## Уродженці
- Діно де Лаурентіс (1919 — 2010) — американський продюсер італійського походження.
- Чіро Іммобіле (*1990) — відомий італійський футболіст, нападник.

## Сусідні муніципалітети
- Боскореале
- Боскотреказе
- Кастелламмаре-ді-Стабія
- Помпеї
- Торре-дель-Греко
- Треказе